# Trusted Execution Technology
Intel Trusted Execution Technology, também conhecida como Intel TXT, e anteriormente chamada de Tecnologia LaGrande, é um componente-chave da iniciativa da companhia chamada "computação segura". 
Ela consiste em uma extensão de hardware para alguns processadores Intel e seus respectivos chipsets, destinada a permitir a usuários e organizações (governos, empresas, universidades etc.) um alto nível de confiança no acesso, modificação e criação de programas e dados críticos.
A Intel declara que ela será muito útil, especialmente no mundo empresarial, como uma defesa contra ataques de software dirigidos ao roubo de informação confidencial. Apesar de ela normalmente ser anunciada pela Intel como uma tecnologia de segurança, a Free Software Foundation alerta que ela pode ser usada para desenvolver formas mais avançadas e invasivas de DRM, e também para acorrentar o usuário ao fabricante.
Do ponto de vista técnico, ela inclui uma série de novos componentes de hardware, para permitir a criação de múltiplos ambientes separados de execução, ou partições. Um desses componentes é um chip relativamente recente, que fica na placa-mãe, chamado de TPM (Trusted Plataform Module, ou Módulo de Plataforma Confiável), e que permite a geração e armazenamento de chave secreta, e acesso autenticado a dados criptografados por esta chave. No entanto, é necessário observar que a chave privada armazenada no TPM normalmente não está disponível ao proprietário da máquina, e sob operação normal jamais sai do chip. O TPM também permite que o estado de segurança do computador possa ser checado remotamente. Outro componente da TXT é a proteção de página DMA.